# Diaphorus fuscus
Diaphorus fuscus är en tvåvingeart som beskrevs av Van Duzee 1921. Diaphorus fuscus ingår i släktet Diaphorus och familjen styltflugor. Inga underarter finns listade i Catalogue of Life.